# ديف مكلور
ديف مكلور (بالإنجليزية: Dave McClure) هو رائد أعمال أمريكي، ولد في 1966 في فيرجينيا الغربية في الولايات المتحدة.